# Audrey Côté Saint-Onge
 (août 2024).
Si vous disposez d'ouvrages ou d'articles de référence ou si vous connaissez des sites web de qualité traitant du thème abordé ici, merci de compléter l'article en donnant les références utiles à sa vérifiabilité et en les liant à la section « Notes et références ».
Audrey Côté Saint-Onge, née le 5 juin 1922 à Rivière-Verte au Nouveau-Brunswick et morte le 4 juillet 2008 à Moncton, est une personnalité culturelle acadienne, enseignante, artiste, administratrice, directrice et fondatrice de nombreux organismes provinciaux francophones en Acadie.

## Biographie
Audrey Côté Saint-Onge œuvra dans le domaine des arts pendant toute sa carrière professionnelle dans la région d'Edmundston dans le comté de Madawaska au Nouveau-Brunswick. 
Audrey Côté Saint-Onge est la fondatrice de l'Association culturelle du Haut-Saint-Jean en 1975. Elle a travaillé dans l'éducation et l'enseignement de la langue française et des arts, notamment le théâtre. Elle a œuvré sur le bureau de direction de différents organismes culturels régionaux et au niveau national notamment dans la Fédération culturelle des Canadiens français et au Conseil provincial des sociétés culturelles. Elle a également coprésidé le Comité consultatif du premier ministre sur les arts dont le rapport a donné naissance au Conseil des arts du Nouveau-Brunswick (CANB).
De 1970 à 1986, elle a siégé au comité de l'éducation par l'art du ministère de l'Éducation, ainsi qu'au sein de l'Alliance culturelle de l'Atlantique. En tant que coprésidente, elle a été coauteure du rapport final, en 1989, du Comité consultatif du premier ministre sur les arts. 
De 2000 à 2003, elle a occupé les fonctions de représentante du Nord-Ouest au conseil d'administration de l'Association acadienne des artistes professionnels du Nouveau-Brunswick.

## Distinctions
Audrey Côté Saint-Onge est membre de l'ordre de la Pléiade de l'Assemblée parlementaire de la francophonie. Elle est lauréate du Prix d'Excellence dans les arts remis par le gouvernement du Nouveau-Brunswick, du prix bénévole Docteur Albert-Sormany de la Société des Acadiens et Acadiennes du Nouveau-Brunswick (SAANB) pour son engagement et dévouement à l'avancement et l'épanouissement de la communauté acadienne, et du prix Éloizes 2005, pour sa contribution dans le domaine des arts. 
En 1985, l'Université de Moncton lui a conféré un doctorat honorifique (honoris causa) en sciences de l'éducation.
En 2007, elle reçoit la médaille de l'Ordre du Nouveau-Brunswick, la plus haute distinction honorifique de la province canadienne du Nouveau-Brunswick.